# Motorfabrikken Dan
Motorfabrikken Dan A/S, tidigare Aktieselskabet P. Jørgensens Dan Motorfabriker, var en dansk mekanisk verkstad.
Peter Jørgensen konstruerade 1894 sin första förbränningsmotor, en bensinmotor med tändkula, och grundade en fabrik för motortillverkning i Köpenhamn. År 1895 levererades 14 motorer.
Efter Peter Jørgensens död 1909 övertog hans bror Christian Emil Jørgensen ledningen av företaget. År 1910 organiserades verksamheten som Aktieselskabet P. Jørgensens Motorfabrikken Dan. År 1912 tillverkades 400 motorer och 150 anställda. Samma år hade företaget fyra licenstagare i olika länder: Norge, Storbritannien, Frankrike och Tyskland, och köpte också en maskinfabrik på Finsensvej  Köpenhamn för att utöka produktionen med motorer på mer än 50 hästkrafter. 
Från år 1900 hade motorfabriken ett eget gjuteri i Glostrup med 50 anställda 1912.
En i Trondheim licenstillverkad motor satt i början av 1900-talet i Roald Amundsens polarfartyg Gjøa, idag förvarad på Norsk Maritimt Museum i Oslo. Denna motor fungerade bra och gav Dan-motorn mycket reklam.
Christian Emil Jørgensen slutade vid företaget 1915 för att starta Nordan Motorfabrikker på Amager, som tillverkade liknande motorer. Under första världskriget kom han i tvist med sitt förra företag om en apparat som doserade insprutning av tran i tändkulemotorer. 
Dan-fabriken reorganiserades 1918 och omdöptes till A/S Motorfabrikken Dan. Efter att ha tillverkat enbart fyrtakts tändkulemotorer fram till 1925, tog man därefter upp produktion också av tvåtaktsmotorer.
Med fiskare som huvudsakliga köpare flyttade motortillverkningen till hamnområdet i Esbjerg 1948. Där tillverkades till 1972 en- och tvåcylindriga råoljemotorer och en liten tvåtakts bensinmotor för jollar. På licens tillverkades också större norska dieselmotor av märket Normo samt andra produkter som ankarspel, spel för trålare, nättrummor, pumpar och styranordningar.